# Historia del vino de Rioja

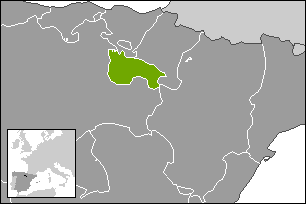
Situación de la comunidad autónoma de La Rioja, donde se localiza mayoritariamente la zona de vinos de Rioja.

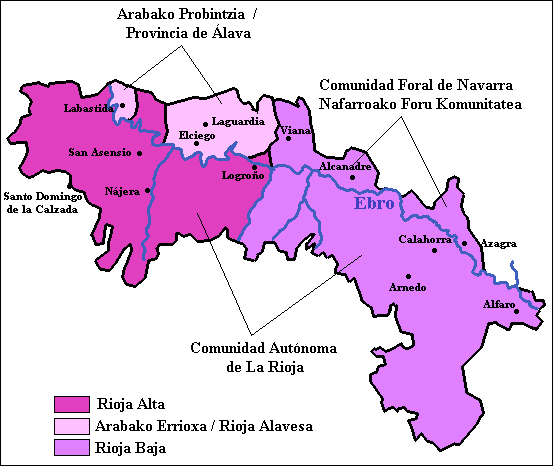
Territorio productor del vino "de Rioja".

La historia del vino de Rioja recoge una larga y variada tradición de vinificación en una región española del valle del Ebro, comprendida entre los Montes Obarenes y la Sierra de Cantabria al norte, y las estribaciones de la Sierra de la Demanda al sur, en territorio perteneciente principalmente a La Rioja y en menor medida a Álava, en la comarca conocida como Rioja Alavesa; Navarra, en una pequeña zona del sur de la comunidad; y el enclave de El Ternero perteneciente a Miranda de Ebro (Burgos).
Como en muchas de las regiones vinícolas más conocidas, se estima que los habitantes de la Antigua Roma plantaron viñedos en La Rioja. La producción que se realizaba durante la Edad Media por parte de monasterios o pequeños agricultores era para consumo local. Alrededor del siglo XV los arrieros comenzaron a dar salida a los excedentes principalmente en el País Vasco, ya que otras regiones próximas contaban con producción propia. La epidemia de filoxera que afectó a los viñedos franceses a finales del siglo XIX les hizo buscar nuevas regiones vinícolas para abastecer sus mercados. La Rioja, que no resultó afectada por la epidemia sino varias décadas más tarde, sería una de las principales, suponiendo un gran impulso a la expansión y modernización de la industria de sus vinos, tanto por la apertura del mercado francés, como por la popularización de nuevas técnicas de vinificación, algunas de ellas traídas por viticultores franceses que buscaban nuevas tierras no afectadas por la epidemia.
En 1925 obtuvo la primera denominación de origen otorgada en España y en 1991 se le concedió el atributo de Denominación de Origen "Calificada", siendo todavía en 2010 la única de este tipo del país.

## Primeros menciones documentales

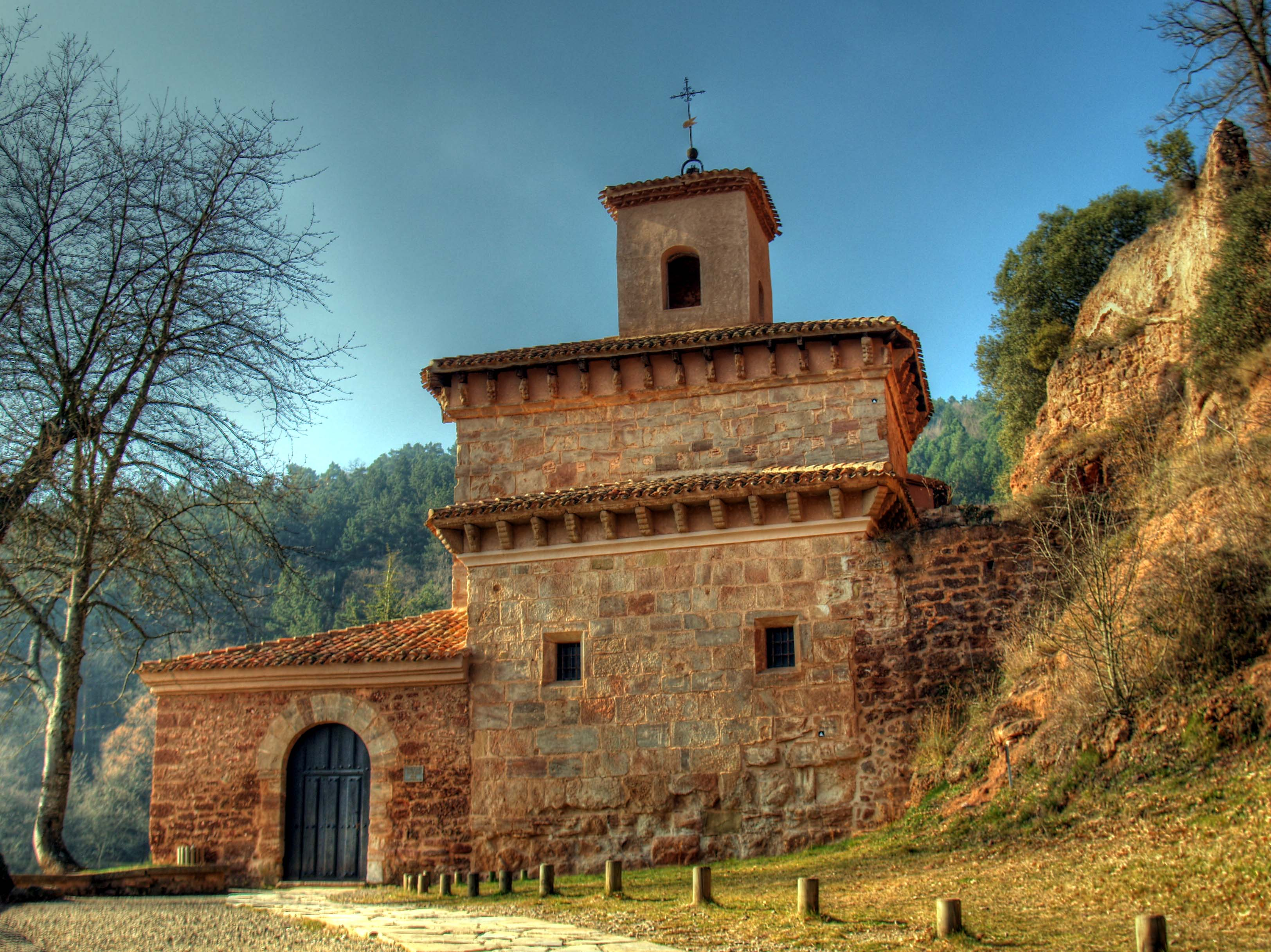
Monasterio de San Millán de Suso, propietario de los viñedos mencionados en algunas de las primeras menciones documentales.

El documento más antiguo conservado, que hace referencia a la existencia de vid en La Rioja, data de 873. Procede del Cartulario de San Millán y trata una donación en la que aparece el Monasterio de San Andrés de Trepeana (Treviana).
Se sabe de la existencia de diecinueve viñedos en Nájera, propiedad del Monasterio de San Millán, desde el año 1024, siendo uno de ellos destinado a producir el vino de oblación para misa. Algunas de estos pasarían a pertenecer con el tiempo al monasterio de Santa María la Real por permutas de otros terrenos.
El primer testimonio de la viticultura riojana aparece documentado en la "Carta de población de Longares", concedida por Don Gómez (Gomesanus), obispo de Nájera el 25 de julio de 1063. En ella se imponía a sus vecinos una servidumbre a favor del monasterio de San Martín de Albelda, de "dos días de arar, dos días de cavar, dos días de entrar, dos días de cortar y uno de vendimiar".
En ella se ligaba a la nueva villa la actividad de producir uvas para Santa María la Real.
En 1102 Sancho I reconocía jurídicamente los vinos riojanos y otorgaba a los concejos la potestad de regular su producción y comercio.
El viñedo riojano ocupó en la Edad Media central la proporción habitual del espacio rural
En el siglo XIII: Gonzalo de Berceo, clérigo del Monasterio de Suso en San Millán de la Cogolla (La Rioja) y primer poeta en castellano conocido, menciona el vino en sus versos.

quiero fer una prosa en román paladino,

en cual suele el pueblo fablar con su vezino,

ca non so tan letrado por fer otro latino

bien valdrá, como creo, un vaso de bon vino

Se documentan exportaciones de vino riojano hacia otras regiones a partir de finales del siglo XIII, dando testimonio de los principios de una producción comercial.
A partir del siglo XV, se puede observar una especialización vitícola en La Rioja Alta

## Elaboración tradicional

### Técnicas de elaboración descuidadas
Antiguamente la elaboración de vino se realizaba sin cuidar muchos de los aspectos que hoy se consideran esenciales.
Se mezclaban todo tipo de uvas, tanto blancas como tintas; la higiene se descuidaba completamente; la uva se exprimía al máximo con lo que el vino tomaba sabores leñosos; se dejaba fermentar durante dos o tres semanas, perdiendo gran parte de sus partículas volátiles; se depositaba en barricas en las que permanecía junto con sus heces hasta su venta, por lo que el vino tenía excesivo cuerpo.
El resultado de esta elaboración eran grandes cantidades de vino que apenas aguantaba sin perderse año y medio, además de no soportar largos desplazamientos.

### Protección del comercio del vino

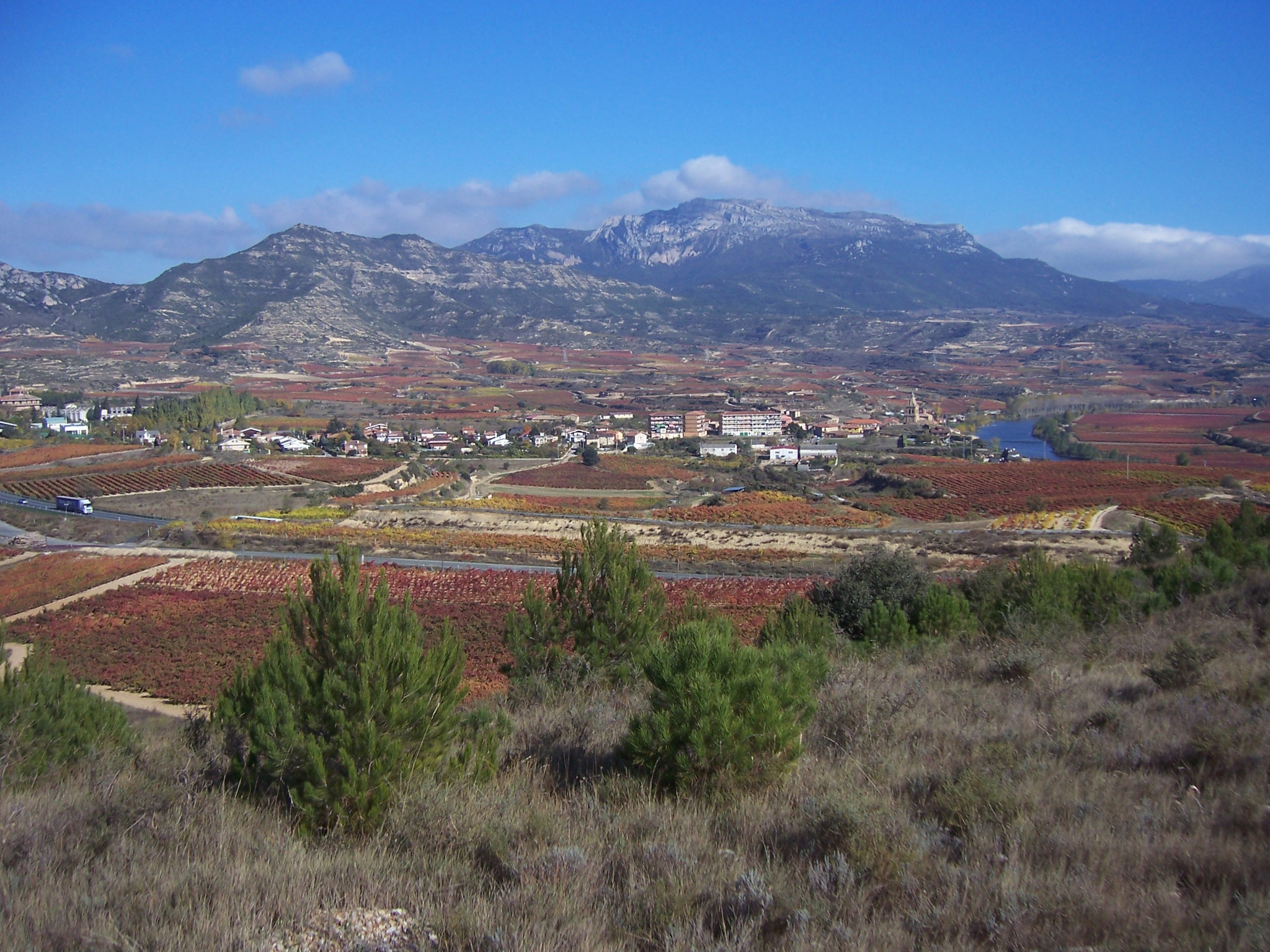
Briñas entre viñedos.

Las malas técnicas de elaboración y conservación de los vinos llevaron a intentar mantener su comercio mediante diferentes privilegios o decretos.
En el siglo XV aparecen las primeras ordenanzas municipales referentes al vino, lo que podría considerarse la semilla de las actual denominación. En 1574 el concejo de Logroño promulgaba una ordenanza por la que quedaba prohibida la entrada de vino de cualquier otra ciudad, incluso de poblaciones limítrofes y si se quería trasvasar uva de unas zonas a otras, debía redactarse un documento con volumen, peso y tipo de uva, con el objetivo de dar salida al vino producido antes de que se perdiese.
En 1560, una sociedad de cosecheros de Logroño eligió un símbolo que les representase. Este recogía las iniciales de los apellidos de sus componentes de forma entrelazada y se grababa a fuego en los pellejos que se sacaban de la ciudad.
En 1630 Felipe IV dictó un mandato por el que los arrieros que llevasen mercancías a Logroño debían salir de la ciudad con su correspondiente carga de vino. Este fue confirmado por Felipe V en 1709 y regularizado en 1739 mediante un recurso por el que se indicaba que todos los arrieros debían llevar un mínimo de doce cargas de vino tomado de un cosechero o, si no tuviese suficiente, de una taberna. Se añadía la excepción de los arrieros navarros que entrasen con grasa o pescado a los que se les permitía salir con cualquier carga. De estas operaciones debía ser informado el juez de millones (encargado del comercio y las tasas) para comprobar su cumplimiento.
En 1632 se dictó en Logroño una normativa a petición de los cosecheros por la que se prohibía el paso de carruajes por la rúa Vieja y las calles cercanas, para evitar que las vibraciones echaran a perder los vinos, levantándose esta tres años después por la incomodidad y desolación que causaba.
En 1676 Carlos II de España tuvo que endurecer las ordenanzas de Logroño dictadas por Carlos I de España en 1539, debido a la enorme cantidad de vino que se estaba produciendo en Haro, prohibiendo la vendimia sin buena maduración; el tránsito de animales por los viñedos, para que no se ensuciase la uva; la entrada de vinos de fuera de la localidad; la mezcla de vinos de diferentes calidades o abrir una cuba sin terminar otra. Su incumplimiento acarreaba multas, prisión e incluso arriesgarse a la excomunión, como estuvo a punto de sucederles a los miembros de los cabildos de las iglesias de Logroño, al decidirse a vender vino sin respetar lo decretado.
La Junta de cosecheros de Logroño en 1771 realizaba un escrito por el que indicaba que la ciudad llevaba años viendo como se debilitaba su comercio, debido a su dependencia del País Vasco y los escabrosos puertos que se debían atravesar entre la ciudad y Vitoria. Como se habían construido caminos carreteriles desde las tres provincias vascongadas hacia la Puebla de Arganzón, gran parte del comercio prefería entrar a La Rioja por Haro, con el perjuicio que esto suponía para el comercio logroñés, por lo que estudiaban mejorar los caminos por su cuenta.
El 12 de abril de 1788 se sancionaban los estatutos de la Real Sociedad Económica de la Rioja, la cual era una de las sociedades de amigos del país fundadas en España durante la ilustración. En su fundación participaron más de cincuenta localidades riojanas y tenía como uno de sus objetivos el crear nuevas vías de comunicación para conseguir llevar a otros mercados los excedentes vitivinícolas, ya que los puentes y carreteras con las que contaba la región entonces eran rudas y prácticamente impracticables entre los meses de octubre a abril.
La ruta tocaría los pueblos de mayor cosecha para llegar a Santander, desde donde se podrían sacar mercancías hacia América, pero la elección del trazado creó disputas, hasta que el rey dictó que iría desde Logroño por Agoncillo, Fuenmayor, Cenicero, Torremontalbo, La Estrella, Briones, Gimileo, Haro, hasta los lindes de Cellorigo con Bugedo. Para costearla se estableció un impuesto fijo que gravaría el vino. También se intentó tomar medidas para la mejora de los métodos de elaboración, pero el éxito de la iniciativa se fue diluyendo hasta que se vinculó a Obras Públicas, desde donde se llevarían a cabo iniciativas beneficiosas para el comercio a lo largo del siglo XIX.

### Cambios urbanos
El auge de la producción de vinos de la mano de pequeños agricultores trajo consigo la necesidad de almacenar la producción en lugares frescos, para lo que se construían bodegas en los bajos de casas y almacenes.
Así se sabe que en 1539, Hernando de Briñas y María, su mujer, donaron al Monasterio de Herrera unas casas que tenían en Haro con su bodega, que salía por la delantera de la calle del Portillo (actual calle de San Felices).
Por diferentes censos se sabe que Haro poseía en 1669 116 bodegas, 65 cuevas y cuatro bastardas, con un total de 43.308 cántaras, que aumentarían hasta 54.584 en el año 1683 y hasta 167.832 en el año 1805. Así todavía hoy el subsuelo del casco viejo de Haro está horadado por bodegas y pasadizos.

### Constante aumento de la producción
Aun con las dificultades para vender el vino, la producción no paraba de aumentar, con la consiguiente disminución de los precios.
En Haro se pasó de 8000 hl a 25000 durante el siglo XVIII.
La cosecha de 1728 fue grande y de mala calidad, por lo que el cabildo de la iglesia de Santa María de Palacio convocó una reunión para decidir como se pagarían las tasas al comisario de la ciudad.
En 1762 las abundantes nieblas no permitieron la correcta maduración de la uva. Como consecuencia el alcalde de Nájera prohibió la plantación de uva mazuelo por la bajísima calidad de los vinos obtenidos.
En 1770 los cosecheros de Calahorra solicitaron la exención de impuestos por entender que los pobres eran los mayores perjudicados como consumidores de sus vinos. En La Rioja Baja el vino llegó a sustituir al agua en los trabajos de albañilería y construcción.

## Modernización

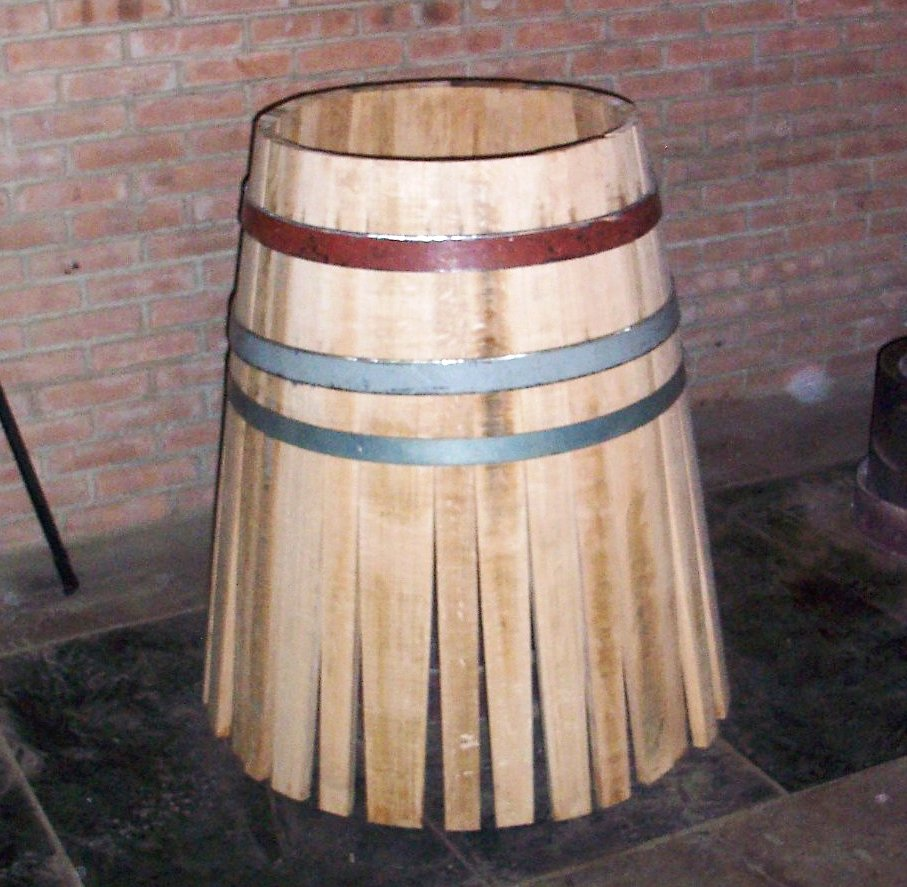
Elaboración de barricas para la crianza de los vinos modernos.

A mediados del siglo XIX comienza en Burdeos la elaboración de un nuevo tipo de vinos, denominados "finos". En ellos se aplicaba un sistema novedoso de despalillado, controlándose la maceración con los hollejos, además de la realización de clarificaciones y conservación en barricas de 225 litros. Estos se conservaban durante mucho tiempo y soportaban bien los viajes. Estas técnicas irían llegando poco a poco a la región riojana, cuyo mercado iría expandiéndose, gracias a la mejora de las comunicaciones.

### Mejora de las comunicaciones para abrir mercados
Uno de los mayores problemas con los que contaban los viticultores era la forma de conseguir vender las grandes producciones que conseguían. Desde finales del siglo XV llegaban a Bilbao regularmente arrieros con pellejos de vino sobre sus mulas, aumentándose gradualmente la importación de vinos riojanos en todo el País Vasco, lo que le haría el principal mercado de estos vinos.
Para potenciar este creciente comercio, a finales del siglo XVIII las villas de Briñas, Haro y Briones acordaron junto con la provincia de Álava (según consta en las Juntas Generales de Álava de los años 1786 y 1792) la apertura de un buen camino, sufragando los gastos por mitades, que atravesara las Conchas de Haro, para comunicarlo con el camino Real de Postas que unía Álava y Guipúzcoa, de forma que conectaba estas villas con el País Vasco y Santander. Más tarde se establecería la prolongación hasta Samaniego, quedando enlazado con la ruta que se construía entre Laguardia y Vitoria.

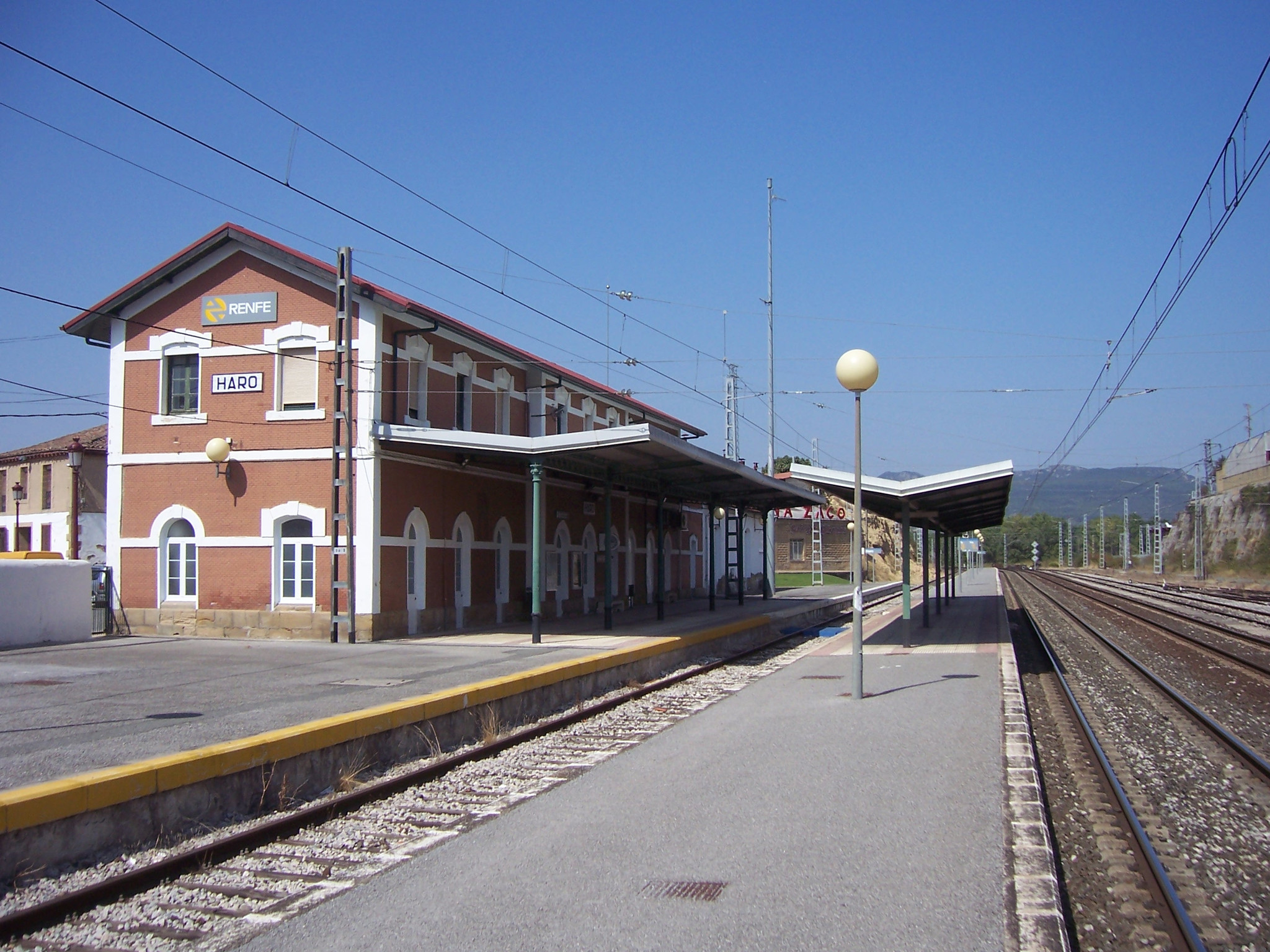
Línea de ferrocarril Tudela-Bilbao a su paso por el barrio de la estación de Haro, inaugurada en 1863.

La Real Sociedad Económica de Cosecheros de La Rioja castellana fijó como su principal objetivo la mejora de los caminos y para sufragar estos gastos gravó el vino con un impuesto fijo. La primera obra de importancia que llevó a cabo fue la construcción en 1794 del puente de Torremontalbo sobre el río Najerilla, con un coste de un millón trescientos mil reales. La Guerra de la Independencia interrumpió las obras y destruyó algunos de los caminos trazados, poco después ocurriría lo mismo durante la Revolución de 1820, con lo que hasta 1823, con la ayuda del trabajo de presidiarios, no se consiguió la unión de las diversas ciudades riojanas, la salida a Calahorra, el acondicionamiento de los caminos a Bilbao y Francia. En 1863 se abrió la línea férrea Tudela-Bilbao, que permitía además la distribución de mercancías por la línea Madrid-Irún desde su enlace en la estación de Miranda de Ebro.
La mejora de estas vías abría la posibilidad de la exportación de vinos a América a través del puerto de Bilbao y el de Santander, pero estos no aguantaban el largo viaje, llegando en malas condiciones, por lo que hubieron de concentrarse en la venta en la península.

### Importación de técnicas de elaboración francesas
Manuel Quintano, canónigo de la catedral de Burgos, aprendió durante un viaje realizado en 1787 a la región francesa de Médoc, las técnicas de elaboración de vinos que allí utilizaban. Una vez en España realizó diversas pruebas en la Rioja Alavesa en un año complicado por las abundantes lluvias durante el período vegetativo, limpiando las uvas antes del prensado, controlando el tiempo de fermentación, realizando trasiego y clarificando el vino con clara de huevo. El resultado recabó muy buenas críticas, consiguiendo que el rey le autorizase para exportar vinos a América, con el privilegio de ser considerados vinos de Castilla, de forma que evitaba algunos impuestos y trabas comerciales. Estos privilegios molestaron a los cosecheros riojanos, que no contaban con los medios para adaptar sus bodegas al nuevo método, por lo que en septiembre de 1801 abrieron un pleito contra él para que se le retirasen esos privilegios. En agosto de 1804 el Consejo Real dio la razón a Manuel Quintano, que con su labor había abierto el camino a la mejora de los vinos de la región.

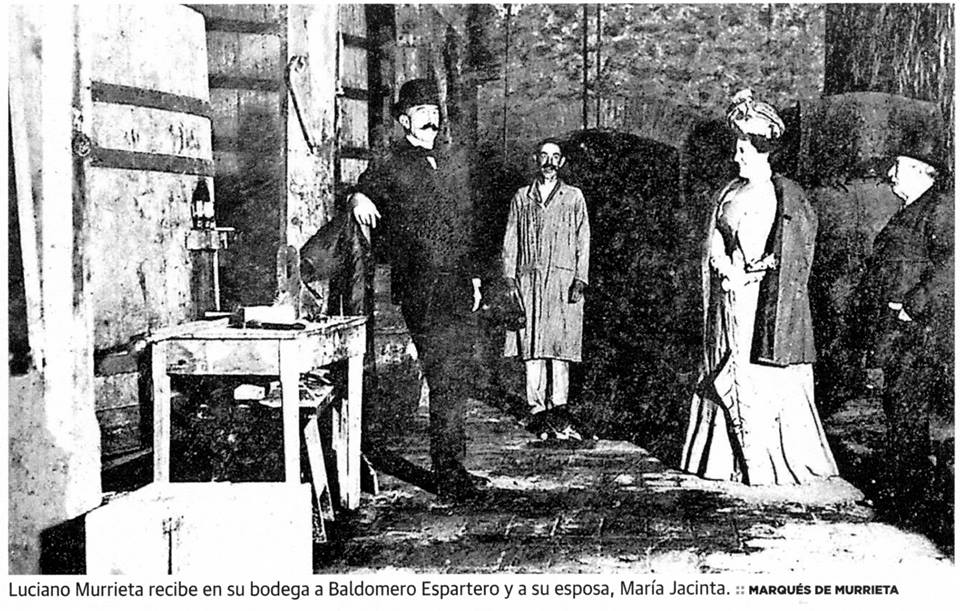
El Marqués de Murrieta (Luciano Murrieta) con Baldomero Espartero y su esposa María Jacinta Martínez de Sicilia en las bodegas duque de la Victoria en Logroño en el siglo XIX.

A mediados del siglo XIX Luciano Murrieta puso en práctica en la bodega Duque de la Victoria, de su amigo Baldomero Espartero, situada en Logroño, los conocimientos que había adquirido en Burdeos. Estos vinos fueron los primeros de La Rioja en elaborarse con las nuevas fórmulas de Burdeos, conocidos como vinos finos. Su primer gran éxito fue un envío a La Habana, que tuvo tal acogida que el importador solo pudo quedarse dos barricas. En 1879 crearía las Bodegas Marqués de Murrieta en la finca de Ygay a las afueras de Logroño.
Guillermo Hurtado de Amézaga heredó en 1858 viñedos y antiguas bodegas de su hermana en Elciego, fundando en 1860 junto con su hijo Camilo Hurtado de Amézaga la bodega Marqués de Riscal, considerada la bodega de corte moderno más antigua de La Rioja. Camilo, concibió la bodega al estilo del Château francés, trayendo en 1868 las primeras cepas de origen francés que se cultivaron en España y las mejores técnicas francesas de la mano de Jean Pineau. Las cepas merlot, cabernet sauvignon, malbec y pinot noir, dieron un tono más universal al rioja de aquella época. Aportó muchas novedades, como la malla metálica que cubría las botellas, destinada a evitar que fueran rellenadas fraudulentamente, además de aportarlas un carácter lujoso; conos de madera de fermentación; uso de barricas de 225 litros; botellas en posición horizontal. En la década de 1920, cuando ninguna bodega guardaba vino envasado, ya que esto se realizaba bajo pedido, se contabilizaron en su bodega unas 238.000 botellas de diferentes años, siendo en la actualidad la entidad que mayor cantidad de añadas antiguas conserva del mundo.
La Hermandad de Cosecheros de Laguardia solicitó ayuda para implantar las nuevas técnicas a la diputación foral de Álava, quien les atendió en 1858, encargando a Eugenio Galagarza la compra de 9000 pies de diversas variedades para ser repartidas entre los viticultores. Éste propuso la contratación de un experto francés para que les asesorase en su cultivo. El elegido fue el enólogo de Burdeos Jean Pineau, quien además de cumplir con su tarea introdujo duelas de madera de su región para la elaboración de barricas en La Rioja. Si bien los bodegueros fueron seguidores de sus técnicas, tuvo enfrentamientos con los cosecheros, que se apegaban a sus costumbres con el apoyo de los arrieros que veían peligrar su monopolio, conllevando la rescisión de contrato seis años después de iniciado. Tras esto sería contratado por Marqués de Riscal, donde ejercería una importante labor.

### Llegada de compradores franceses por ataque de oídio y filoxera en sus viñedos

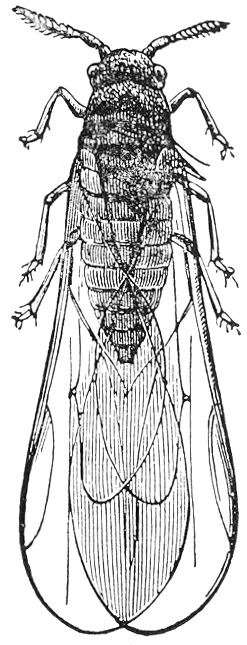
La filoxera ataca los viñedos franceses.

Entre los años 1852 y 1862 los viñedos franceses fueron atacados fuertemente por el oídio, un hongo que produce manchas blancas polvorientas sobre las hojas, con la consiguiente disminución en su producción.
La Exposición Universal de París de 1855 había encumbrado a los vinos del Médoc, por lo que se vieron obligados a salir en busca de vinos que mejorar en sus bodegas para atender la demanda. Llegaron a La Rioja compradores principalmente de la zona de Montpellier, que inicialmente buscando vinos de alta graduación se dirigieron a la Rioja Baja, pasando poco después a decantarse por los vinos de la Rioja Alta. El interés por estos vinos decayó con el descubrimiento de métodos (principalmente el caldo bordelés) para combatir la plaga.
En 1863 comenzó a extenderse por Europa una plaga mucho más dañina, el insecto llamado filoxera, que llegaba a Francia poco después en unas cepas importadas desde Estados Unidos por dos viticultores franceses de la zona del Mediodía francés. Por ello volverían los franceses a la región para crear almacenes desde los que exportar vino a Burdeos, lo que supuso un gran impulso económico. Algunos de estos exportadores franceses fueron Sauvignon, Vigier, Anglade, Serres y Porlier.
Como esta plaga tardó en ser controlada, algunos de los comerciantes se instalaron en la región produciendo vinos con sus técnicas, mediante la uva que compraban a los cosecheros riojanos.

### Inversores vizcaínos comienzan a crear bodegas industriales

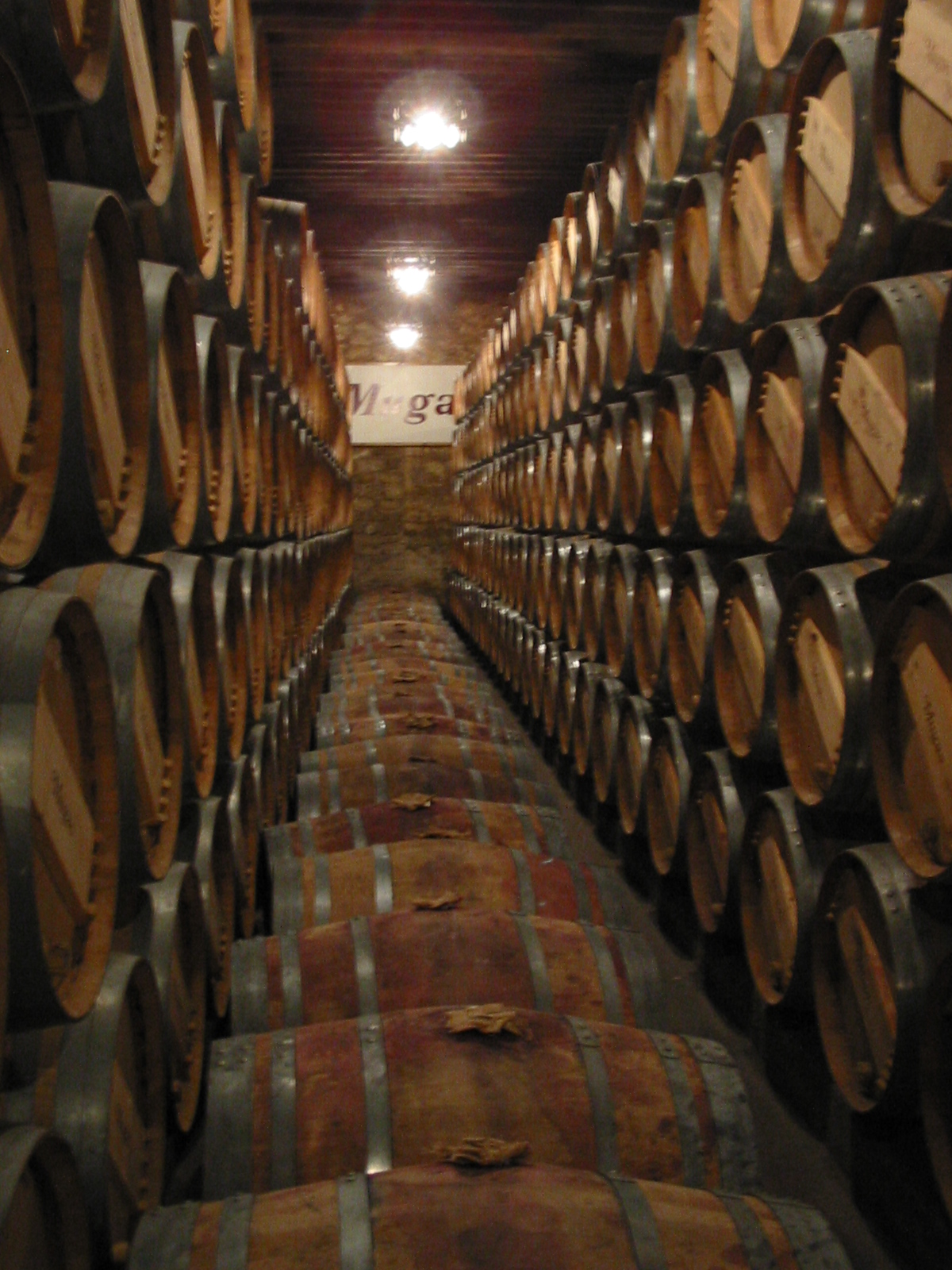
Barricas en bodega industrial

La irrupción de los negociantes franceses a mediados del siglo XIX como almacenistas, movieron a algunos empresarios de orígenes vizcaínos a invertir en La Rioja como criadores de vinos, comprando la uva a los cosecheros locales, y fijando sus bodegas en las proximidades del incipiente ferrocarril, lo que hoy se conoce como el barrio de la estación de Haro.
Inicialmente la mayoría de las bodegas tuvieron sus sedes sociales en Madrid o Bilbao, trasladándolas con el tiempo junto a la propia bodega.
Algunos de estos inversores fueron:
- Rafael López Heredia, tras exiliarse en Francia después de la primera guerra Carlista se asoció con un almacenista francés con el que se trasladó a Haro a un pabellón que sería el embrión de la Bodega López Heredia.[20]
- Eusegio Real de Asúa e Isidro Corcuera constituyeron el 24 de marzo de 1879 la firma Corcuera, Real de Asúa y Compañía, predecesora de bodegas CVNE (Compañía Vinícola del Norte de España) situada en Haro y que conservaría bastantes años su sede social en el ensanche de Bilbao.[20]
- Santiago Ugarte Aurrecoechea de Erandio, se incorpora al negocio de los vinos que su padre tenía establecido en Vizcaya y Cantabria. Como el volumen de negocio era muy grande decide instalarse en el barrio de la estación de Haro, considerado entonces la base del comercio riojano, fundando en 1901 Bodegas Bilbaínas sobre un almacén que había pertenecido a los franceses hermanos Sauvignon, llegados a la localidad en los años 1860 durante la crisis del oídio.[20] Esta sociedad abarcaba bodegas en diferentes sitios, como Monóvar, provincia de Alicante; Santa Cruz de la Zarza y Noblejas en la provincia de Toledo; Valdepeñas y Alcázar de San Juan en la provincia de Ciudad Real.[20] En aquellos años, poseer bodegas en otras zonas, incluso con el nombre de la bodega riojana no estaba mal visto, primando la calidad sobre el origen, ya que importaba más el concepto de marca, trabajo en bodega y ensamblaje que el trabajo en la viña.[20]
- Pelayo de la Mata y Barrenechea nacido en Logroño, pero con fuertes relaciones con Vizcaya adquirió una gran participación de capital de las Bodegas Franco Españolas en 1922, fundadas en 1901 por el francés Federico Anglade Saurat.[20]

### Apogeo del vino de Rioja
En estos años la producción de vino se convertía en el motor económico de La Rioja, debido a que otros sectores preponderantes veían disminuir los precios por la importación de productos de otros países, como el cereal o la lana, debiendo esta última competir además con los tejidos vegetales.
La inauguración de la línea de ferrocarril Bilbao-Haro facilitaba y abarataba el envío de vino al País Vasco. Francia precisaba de quinientos mil hectolitros mensuales para compensar la plaga que sufría, además de reducir los costes de exportación mediante la firma el 6 de febrero de 1882 de un tratado franco-español, que reducía las tasas cinco francos por hectolitro para líquidos de menos de 15°.
Esto conllevó que en la década de 1880 la superficie de viñedo se viera aumentada de 34.000 a 52.000 hectáreas, consiguiendo una producción de 129 millones de litros anuales. Además el salario de los jornaleros se incrementó en un cincuenta por ciento.
La Real Sociedad Económica de Cosecheros de La Rioja castellana planteó la creación de una escuela agrícola que estudiase y mejorase el vino de Rioja, pero no llegó a materializarse.
El apogeo inusitado de las ventas trajo consigo la aparición del fraude, ya que algunos comerciantes adulteraban el vino para aumentar su volumen para así conseguir mayor beneficio. Para ello lo diluían en agua, añadían alcohol industrial importado de Alemania e incluso le aportaban color con productos como la fucsina. Este tipo de fraudes se extendían por toda España, por lo que el gobierno intentó frenarlos mediante la aprobación de una ley de 26 de junio de 1888 que gravaba la importación de alcoholes con un impuesto especial. Estas tretas motivaron a que algunos bodegueros franceses, como Charles Delouvin y Paul Denis, se asentaron en la región para controlar el vino que se enviaba a su país.
De aquella época queda una coplilla que dice:

¡Ay! ¡Ay! ¡Ay!, los almacenes de Haro. ¡Ay! ¡Ay! ¡Ay! los vamos a quemar. ¡Ay! ¡Ay! ¡Ay! que muere mucha gente. ¡Ay! ¡Ay! ¡Ay! del vino artificial

A finales de siglo la región contaba con 55.000 hectáreas. La demanda por parte de Francia iba bajando moderadamente a medida que recuperaba sus viñedos, pero las grandes bodegas industriales que se habían formado se mantendrían, gracias a la estabilización de los nuevos métodos y la apertura de mercados.

### Plaga de filoxera

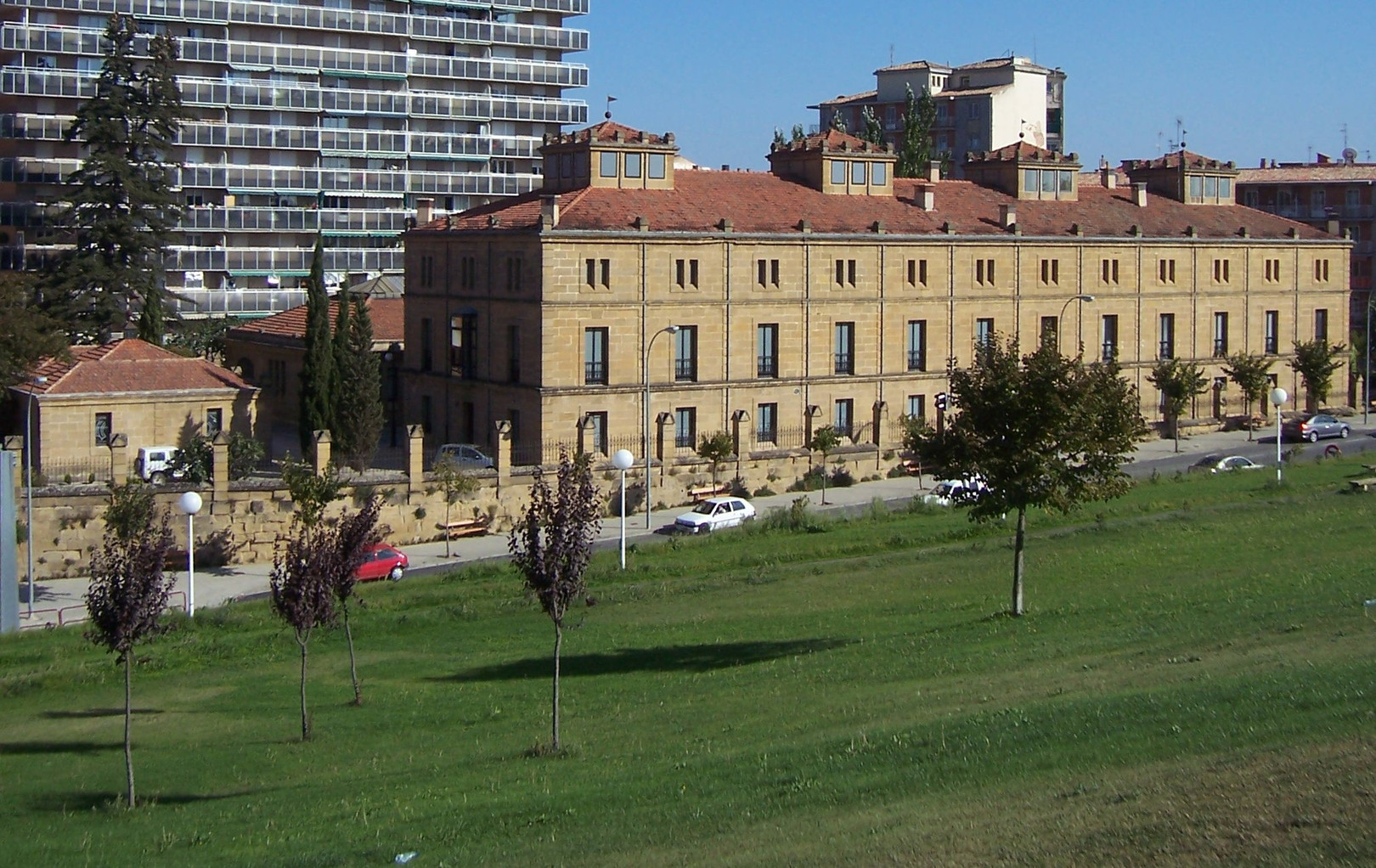
Edificio de la estación enológica de Haro.

#### Preparación contra la amenaza
Con la amenaza de la llegada de la filoxera a España, se prohibió la importación de vides en el país el 11 de junio de 1875, para intentar no introducir el insecto. Como en 1878 se hallaron focos en Málaga y Gerona, se crearon en las diferentes provincias comisiones de seguimiento, constituyéndose la de la provincia de Logroño el 28 de agosto de ese mismo año. Unos meses después, conociéndose que la mejor forma de luchar contra la plaga era injertar las variedades de vides locales sobre rizomas americanas resistentes a la plaga (lo cual no afecta a la producción de uvas), se crea un vivero en Logroño (camino del Chivero, Varea) para obtener vides americanas mediante la plantación de sus semillas.
El 18 de junio de 1885 se publicó la Ley Nacional de Defensa contra la filoxera que establecía principalmente la creación de comisiones de defensa contra la filoxera, la prohibición de importar todo tipo de plantas de zonas afectadas, la obligación de avisar sobre nuevas zonas infectadas y la creación de un fondo nacional para sufragar los gastos de vigilancia de la plaga y las indemnizaciones que procedan, que recaudaría impuestos por cada hectárea de viñedo, excepto de aquellas que fuesen replantadas con cepas americanos. La falta de datos del número de hectáreas de viñedo de cada población hacía el cobro imposible.
El 10 de septiembre de 1888 se aprobaba un Real Decreto por el que se crearían en España cinco estaciones enológicas en Alicante, Ciudad Real, Logroño, Zamora y una central en Madrid. La elección de Logroño como sede de una de ellas en vez de Haro, que vivía un gran apogeo directamente relacionado con el vino, provocó un gran enfado en esta ciudad, hasta al punto de solicitar la salida de la provincia de Logroño para incorporarse a la provincia de Burgos. La disputa fue zanjada el 25 de enero de 1892 mediante una Real Orden por la que se confirmaba la creación de la estación enológica de La Rioja con sede en Haro.
Se le encomendó la investigación de cuantos problemas afectasen a las viñas de la región, además de encargarse de actualizar los procesos de vinificación.
En 1896 se detectó el insecto en Navarra, pero seguía sin tomarse medidas resolutivas en La Rioja.
Ante su inminente llegada, en diciembre de 1897 se ordena a los ayuntamientos que remitan las hectáreas de viñedo de su término municipal para el cobro que fijaba la ley y que todavía no había podido recaudarse, sin conseguir que todos lo hagan, por lo que se completó el cálculo para recaudación con los datos de que disponía la diputación provincial, sumando un total de 47.536 hectáreas.

#### La plaga llega a la región
En 1899 se detecta oficialmente el insecto en La Rioja. El 5 de junio de ese año se llevaron a la estación enológica de Haro unas cepas procedentes de Sajazarra y al examinarlas se detectó la presencia del insecto en sus raíces. Por ello, el director de la estación se desplazó a la localidad, donde localizó el primer foco al suroeste de la población, en la viña conocida como "Tras la Venta" y el segundo en la denominada "Royo Lázaro". Para el control de este foco se debía arrancar y quemar las cepas afectadas o bien aplicar un caro tratamiento con sulfuro de carbono, para evitar que la larva llegase a desarrollar alas con las que desplazarse a nuevos viñedos. Para llevar esto a cabo se daba el problema de que la localidad se encontraba entre las muchas que no habían atendido al pago por hectárea que fijaba la ley, por lo que se veía injusto intervenir en la zona con dinero aportado por otras localidades, aunque a falta de conseguir mayor financiación se decidió intervenir. Al terminarse el dinero del fondo se decidió no intervenir en municipios en los que no se hubieran normalizado los pagos.
La no detección de la filoxera no significaba que no existiese en otras zonas, ya que es de difícil detección.
El 1 de julio se informa de nuevos focos en Briones y San Asensio, el día 23 aparece el primer en Alfaro. Al intensificar la búsqueda aparecían nuevos casos rápidamente, por lo que antes de final de año se sumaban Anguciana, Cuzcurrita, Treviana, Fonzaleche, Galbárruli, Villalba de Rioja, San Vicente de la Sonsierra, Ábalos, Nájera, Baños de Río Tobía, Tormantos y Aldeanueva de Ebro.
La Rioja se había centrado en el control de la plaga, en vez de en aplicar los métodos de renovación de viñedos que se habían tomado años atrás en Francia. Los agricultores temían la plantación de vides americanas a falta de la seguridad de que éstas estuvieran exentas de la filoxera, lo que introduciría el problema en nuevas zonas. Por eso se negaban a su introducción sin considerar suficientemente el ataque por el desplazamiento lento pero imparable del insecto por suelo y aire.
El 29 de enero de 1900 la provincia de Logroño es declarada "provincia filoxerada" por la Comisión provincial de defensa contra la filoxera, con lo que permitía la creación de viveros e introducción de vides americanas en las zonas afectadas oficialmente mediante las estaciones de tren de Alfaro, Rincón de Soto, Briones y San Felices.

#### Reconstrucción del viñedo con pie americano
En 1902 se planificó la creación de nuevos viveros, pero esto creaba confrontación ya que los hombres del campo amenazaban con destruirlos porque opinaban que todavía podrían defenderse del ataque varios años. Esta fe hizo que en la primavera de 1903 se confiase ciegamente en un tratamiento casero propuesto por Guillermo Varela, concejal de Verín, que resultaría en uno más de los experimentos fallidos ante la filoxera.
La plantación de vides americanas hacía necesario excavar la tierra a bastante profundidad para airearla y sanearla, lo que se denomina desfonde. Este proceso no había sido necesario anteriormente, ya que la vid europea resiste mejor en condiciones desfavorables del suelo, por lo que se tuvo que recurrir a nuevas y caras herramientas para llevar a cabo estas tareas. Además para injertar las variedades locales en el pie americano requería práctica, por lo que se hacía necesario traer expertos de otras zonas. Esto suponía que el coste de la replantación fuese altísimo.
En los años siguientes se fueron realizando replantaciones mediante las plantas que los viveros proporcionaban, aunque en ocasiones estas eran robadas o destruidas por la desesperación de muchas familias que ante la caída de la producción se veían arruinados y acababan emigrando a otras zonas.
En septiembre de 1905 se debatió en Logroño sobre el uso de vides híbridas (cruces entre variedades americanas y europeas) que evitarían la injertación, pero al demostrarse inferior la calidad de los vinos que estas producían apenas llegaron a usarse.
Como la labor de replantación en la región era muy lenta, en 1910 se puso en marcha la Caja Vitícola Provincial, que tendría como objetivo facilitar a los pequeños agricultores la compra de injertos y el acceso a la maquinaria para desfonde para reponer sus devastados viñedos. Esta supuso un verdadero impulso en la reconstrucción de los campos. En 1918 se consideró superada la reconstrucción acordándose la desaparición de la Caja Vitícola, aunque el número de hectáreas de viñedo no se acercaba a las existentes antes de la plaga.

### Creación de la Denominación de Origen Rioja y el Consejo Regulador
El 16 de mayo de 1902 se inició la normativa legal para posibilitar la futura denominación, definiéndose lo que se entendía por "origen" para su posterior aplicación a los vinos de Rioja.
Tras reconstituir el viñedo se empezaron a fundar numerosas bodegas industriales.
A comienzos de los años 1920, durante la dictadura de Primo de Rivera apareció un conflicto de intereses entre la Bodegas Cooperativas de los Sindicatos Agrícolas Católicos de la Rioja Alta (BCSACRA), dirigida por Felipe Ruiz del Castillo y la Asociación de Exportadores de Vinos de la Rioja (AEVR), dirigida por José María Martínez Lacuesta.
Los primeros querían que se realizasen registros de los movimientos de vinos y la prohibición de realizar mezclas con vinos de otras regiones, con el objetivo de evitar las adulteraciones y los engaños sobre la procedencia de los vinos. Los segundos veían estas peticiones como un impedimento para la elaboración de algunos de sus productos que requerían de vinos de otras regiones (cognac, champán) y graves perjuicios para la exportación por la competencia con otras regiones sin limitaciones. Finalmente, la Presidencia del Directorio Militar publicó el 6 de junio de 1925 una real orden por la que se denegaban las peticiones de las cooperativas sobre aforos y registros de los movimientos de vino, pero que autorizaba a la Región Riojana para la creación de una marca colectiva para sus vinos de mesa, la Denominación de Origen Rioja, como se hacía en otros lugares de Europa.

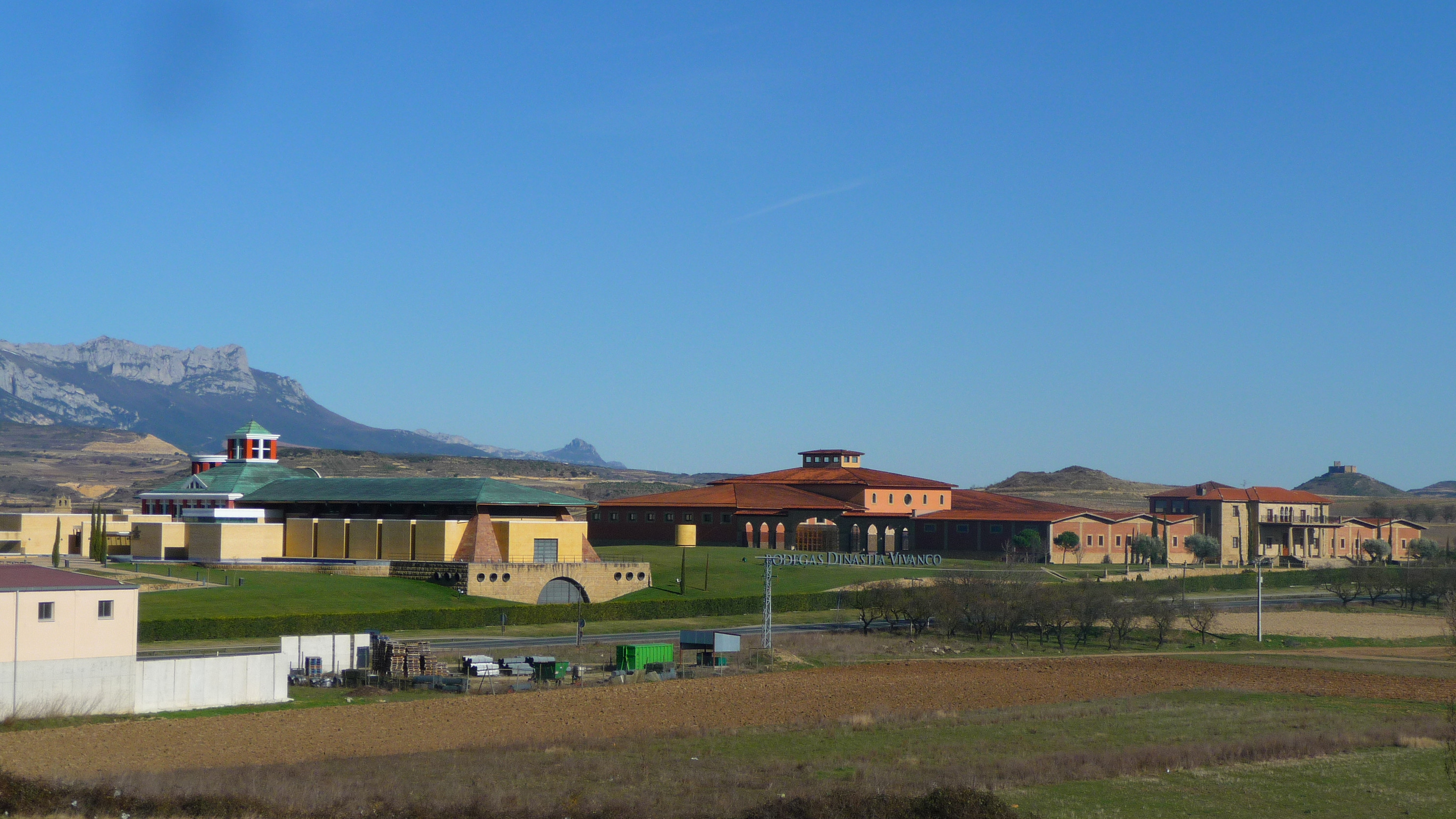
Bodega y Museo Vivanco de la Cultura del Vino en Briones.

El 26 de octubre de 1926 un Real Decreto firmado por Alfonso XIII y Eduardo Aunós, ministro de Trabajo, Comercio e Industria inauguraba el Consejo Regulador, con los objetivos de delimitar la zona de producción, expedir la garantía del vino y controlar la utilización del nombre "Rioja".
En 1931 este consejo quedó interrumpido por la proclamación de la Segunda República Española, reanudándose en 1933. Unos años después volvería a disolverse, ya que el 19 de diciembre de 1944 se solicitaba que se constituyese de nuevo, lo que se lograría el 25 de marzo de 1947.